# Judith II
Judith II (Salome) ist ein Ölgemälde des österreichischen Malers Gustav Klimt (1862–1918), entstanden 1909. Es zählt zur goldenen Periode des Künstlers und zeigt entweder die biblische Person Judith mit dem abgeschlagenen Kopf des Holofernes oder die historische Figur der Salome, Tochter der Herodias, mit dem Kopf von Johannes dem Täufer.

## Entstehung
Für sein Gemälde Judith I ließ Klimt eigens für den Rahmen ein Schild mit der Aufschrift „Judith und Holofernes“ anfertigen, da es auch als Darstellung der Prinzessin Salome interpretiert worden war. Sein zweites Gemälde Judith II ist ein Spiel mit dieser Doppelbedeutung und der Typologie der „männermordenden Geliebten“.
Sobald Klimt eine Pose eines der Modelle gefiel, skizzierte er sie. Die meisten seiner großen Gemälde wurden durch eine Vielzahl von Bleistiftstudien und Skizzen vorbereitet. Er spielte viele verschiedene Varianten einer Position durch, um schließlich die optimale für die Leinwand-Version zu finden. Zwischen Skizze und Gemälde ergab sich durchaus eine Diskrepanz, beispielsweise hier: Die Studie zum Gemälde Judith II wird von feuriger Erregung getragen, während das spätere Gemälde nahezu nüchtern die Frau darstellt, deren Hand den Männerkopf hält. Die Studie, die Darstellung einer Flamencotänzerin, die in rasanten Bewegungen tänzerisch aus dem Blatt zu schreiten scheint, zeigt einen für Klimt typischen Gegensatz zwischen nackter Haut und schwarzem Kleid, mit roten Rüschen verziert.
Das Gemälde im Besitz der Stadt Venedig befindet sich im Palast Ca’ Pesaro.

## Trivia
2014 gab die Münze Österreich 50-Euro-Goldmünzen heraus, die dem Gemälde gewidmet sind.
Venedigs Bürgermeister, Luigi Brugnaro, kündigte im Jahr 2015 die Absicht an, das Gemälde versteigern zu lassen. Er wollte sich von einigen Kunstwerken aus den Museen der Stadt trennen, um die Verschuldung zu senken.